# Henry Mchamungu
Henry Mchamungu (* 8. Januar 1965 in Legho Kilema, Distrikt Moshi, Region Kilimandscharo) ist ein tansanischer römisch-katholischer Geistlicher und Weihbischof in Daressalam.

## Leben
Henry Mchamungu studierte von 1986 bis 1988 Philosophie am Ntungamo Major Seminary in Bukoba und von 1989 bis 1994 Katholische Theologie am Priesterseminar St. Paul in Kipalapala. Am 24. Juni 1994 empfing er das Sakrament der Priesterweihe für das Erzbistum Daressalam.
Mchamungu war zunächst als Generalsekretär des Erzbistums Daressalam und als Direktor des Büros für die Berufungspastoral tätig, bevor er 1998 Ausbilder am St. Charles Lwanga Senior Seminary in Segerea wurde. Nach weiterführenden Studien erwarb er 2001 an der Katholischen Universität von Ostafrika in Nairobi ein Lizenziat im Fach Kanonisches Recht. Anschließend wirkte er als Professor am Segerea Senior Seminary und als Offizial des Erzbistums Daressalam. 2006 wurde Henry Mchamungu für weiterführende Studien nach Österreich entsandt, wo er 2011 an der Katholischen Privat-Universität Linz bei Severin Lederhilger OPraem mit der Arbeit Determination to Marriage and Matrimonial Consent: Force and Fear (canon 1103) in the Context of Tribal Customs of Chagga in Tanzania („Bestimmung zur Ehe und Ehekonsens: Zwang und Furcht (can. 1103) im Kontext der Stammesbräuche der Chagga in Tansania“) im Fach Kanonisches Recht promoviert wurde. Nach der Rückkehr in seine Heimat wurde Mchamungu erneut Professor am Segerea Senior Seminary sowie Präsident des interdiözesanen Kirchengerichts und Sekretär der Rechtskommission der Tansanischen Bischofskonferenz.
Am 7. Juli 2021 ernannte ihn Papst Franziskus zum Titularbischof von Tanaramusa und zum Weihbischof in Daressalam. Der Erzbischof von Daressalam, Jude Thadaeus Ruwa’ichi OFMCap, spendete ihm und Stephano Musomba OSA am 21. September desselben Jahres auf dem Gelände des Msimbazi Center in Daressalam die Bischofsweihe; Mitkonsekratoren waren der Bischof von Ifakara, Salutaris Melchior Libena, und der Bischof von Sansibar, Augustine Ndeliakyama Shao CSSp.